# Freddy Moore
Frederick George "Freddy" Moore (Mineápolis, 19 de julio de 1950 - 25 de agosto de 2022) fue un músico de rock estadounidense, reconocido por haber sido el primer esposo de la actriz Demi Moore, con quien compartió créditos de composición. Durante su carrera estuvo relacionado con las agrupaciones The Kats, Boy y Skogie, grabando casi una veintena de producciones discográficas como miembro de estas bandas. También ofició como actor de manera ocasional, apareciendo en la película de 1982 Parasite, dirigida por Charles Band.

## Discografía

### Sencillos
- Skogie and the Flaming Pachucos: Call Me Crazy - North Country Music – 1972
- Skogie: The Butler Did It - Mill City Records – 1973

### Álbumes
- Skogie: There's A String Attached... - General Records  – 1974
- The Nu Kats: Plastic Facts - Rhino Records – 1980
- Boy: Next Door - Radioactive Records – 1983
- The Kat Club: House Combinations - General Records – 1997
- The Kat Club: Source Mississippi - General Records – 2001
- The Kat Club: Los Angelenos - General Records – 2007

### Compilados y bandas sonoras
- Varios: L.A. In - Rhino Records – 1979
- Varios: Yes Nukes - Rhino Records – 1981
- Parasite – 1982
- Scarred – 1984
- Spring Fever – 1985
- Loose Screws – 1985